# (2237) Melnikov
(2237) Melnikov ist ein Asteroid des Hauptgürtels, der am 2. Oktober 1938 vom russischen Astronomen Grigori Nikolajewitsch Neuimin in Simejis entdeckt wurde.
Benannt ist der Asteroid nach dem russischen Astronomen Oleg Alexandrowitsch Melnikow.